# Johann Kaspar Schiller

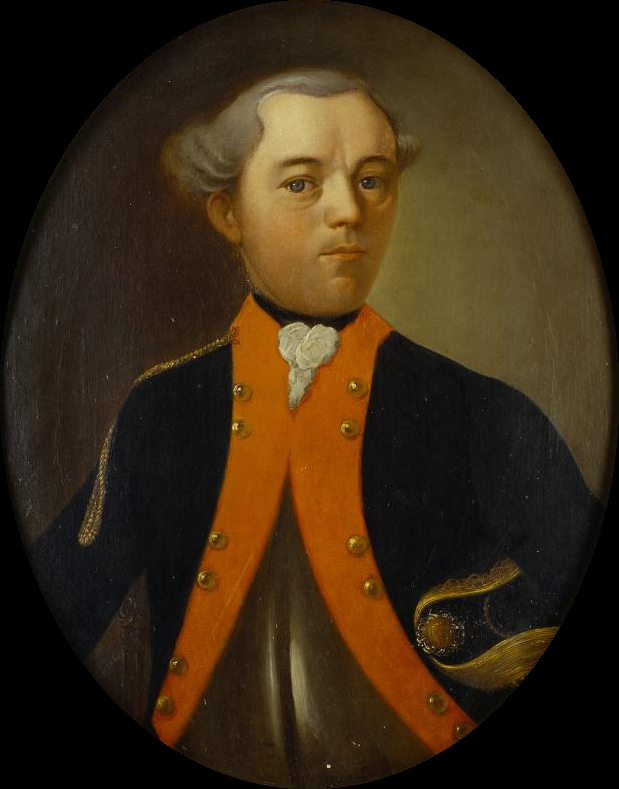
Johann Kaspar Schiller als Leutnant

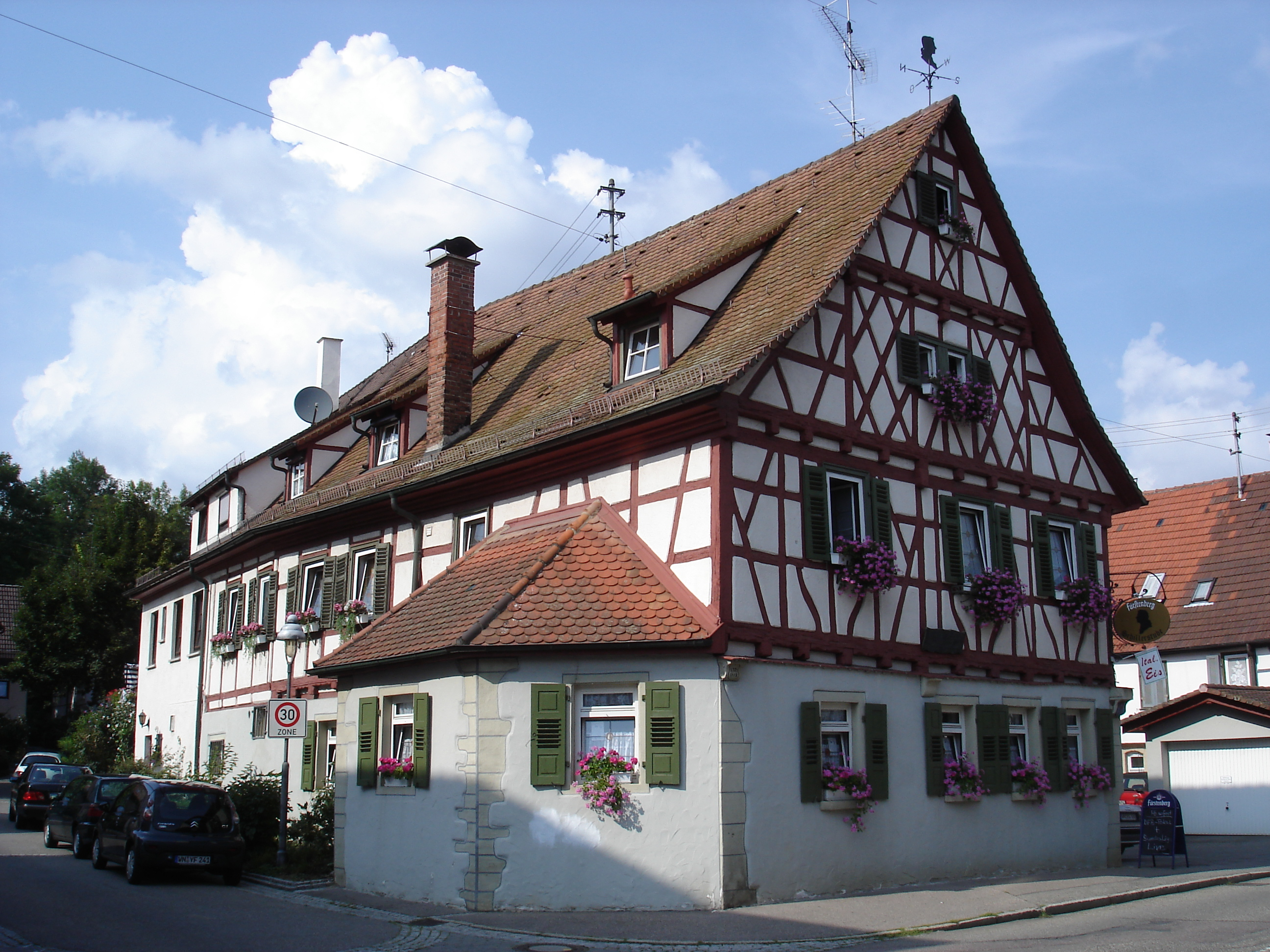
Geburtshaus in Bittenfeld

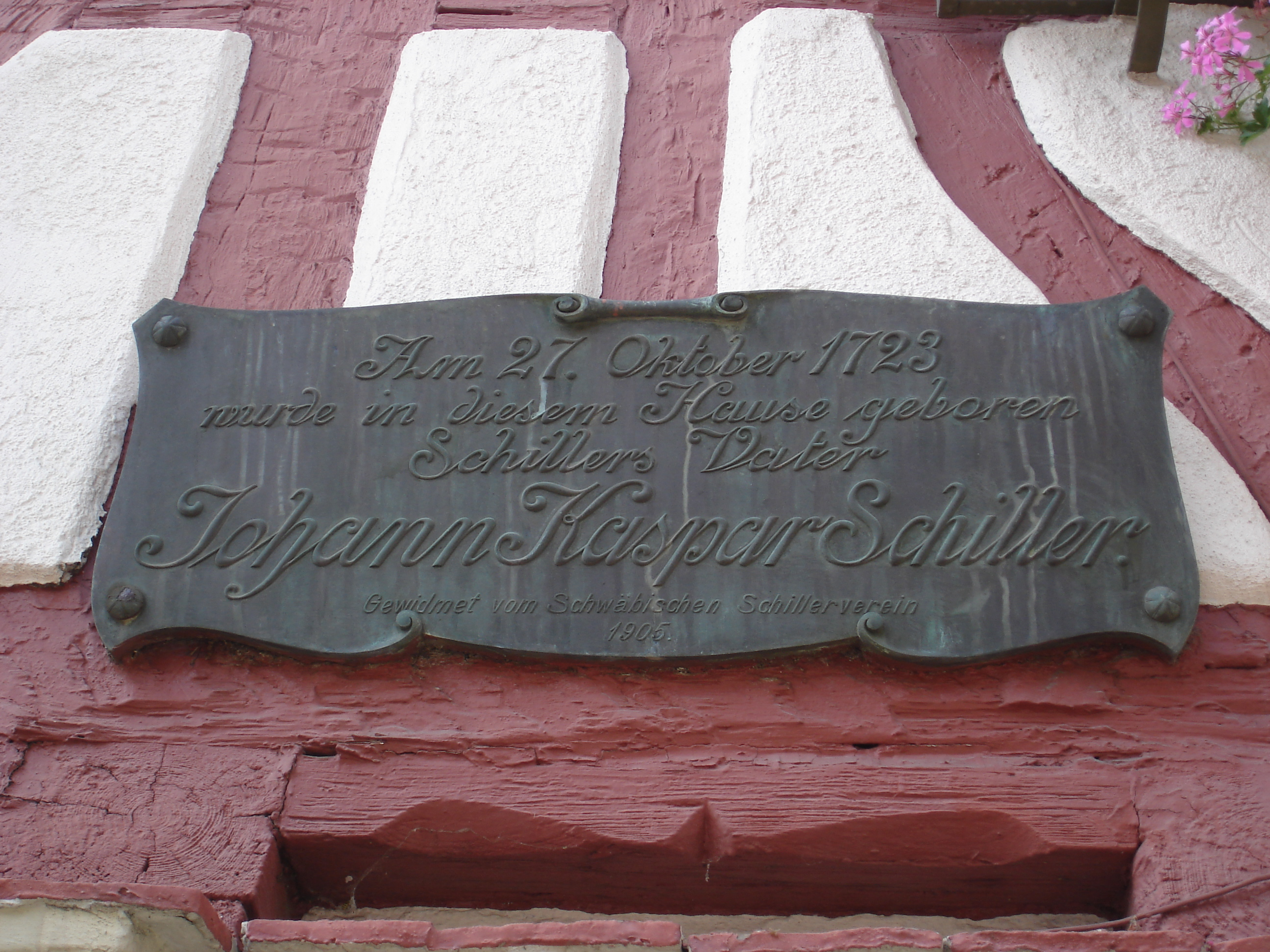
Gedenktafel am Geburtshaus

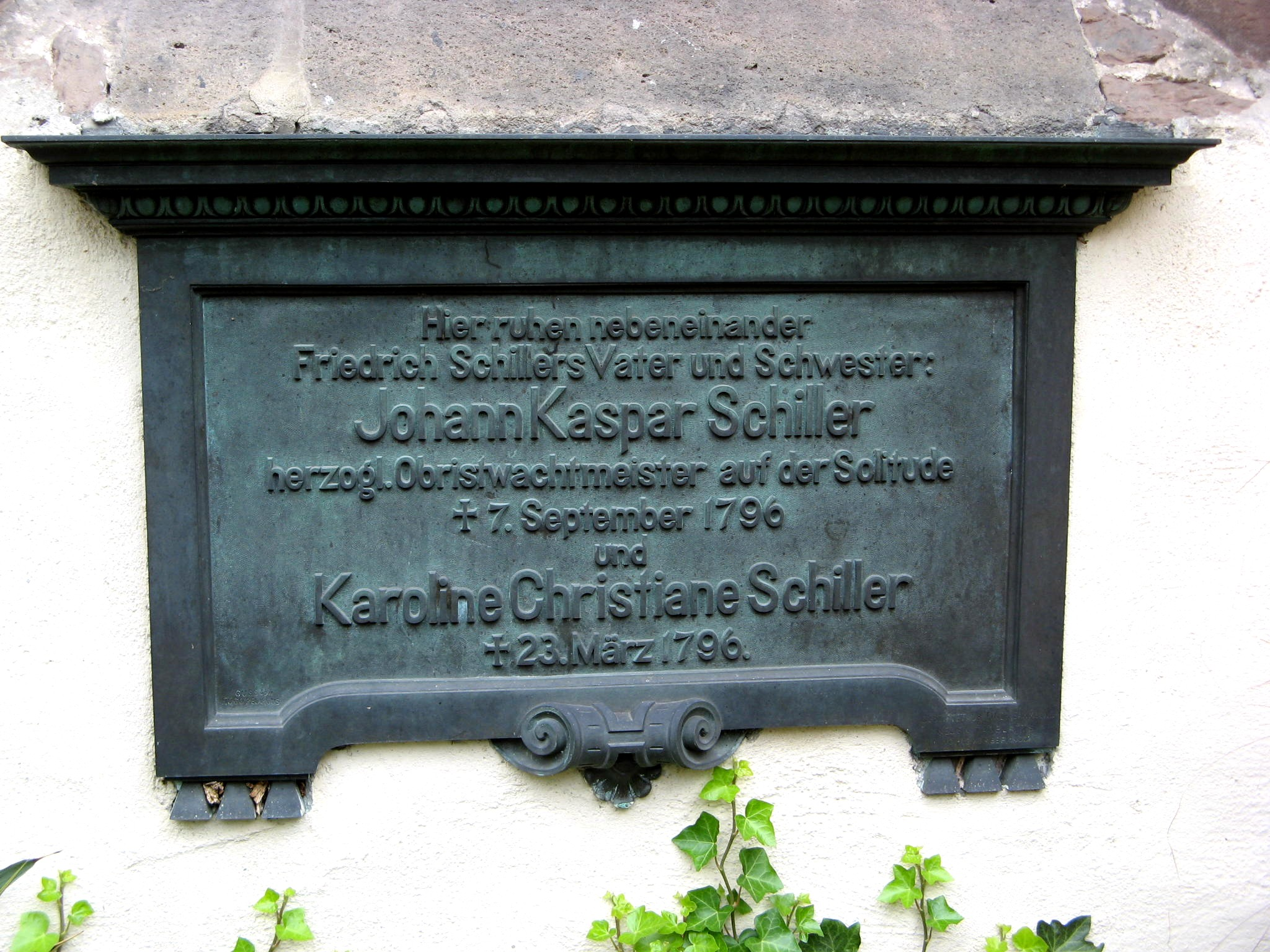
Schillers Grab in Gerlingen

Johann Kaspar Schiller (* 27. Oktober 1723 in Bittenfeld; † 7. September 1796 auf dem Schloss Solitude bei Gerlingen (Württemberg), begraben 9. September 1796 an der Petruskirche in Gerlingen) war Offizier und Hofgärtner des Herzogs von Württemberg. Er ist der Vater Friedrich Schillers.

## Leben
Johann Kaspar Schiller war der Sohn des Bäckers und Schultheißen Johannes Schiller (1682–1733), dessen Vorfahren vorwiegend Weingärtner und Handwerker im Remstal waren, und dessen Ehefrau Eva Margarete Schiller, geborene Schatz aus Alfdorf (1690–1778). Bei Johann Kaspar Schiller waren mehrere Geschwister, darunter Christine Schiller (1711–1757), die mit Friedrich Blumhard verheiratet war, Sibylla Schiller (geb.1713), Anna Magdalena Schiller (1716–1787), die mit Johann Georg Häberle verheiratet war, Johannes Schiller (1718–1777), Maria Susanna Schiller (1721–1792), Johann Jacob Schiller (1726–1799) und Eva Margaretha Schiller (geb.1728). Er erhielt zunächst bis 1734 Unterricht in Latein durch einen Hauslehrer. Nach vierjähriger Feldarbeit ging er 1738 in die Lehre als Barbier und Wundarzt in Denkendorf und Backnang.
Während seiner Wanderschaft 1741 kam er unter anderem nach Lindau am Bodensee sowie nach Nördlingen. 1745 wurde er Soldat und Feldscher bei verschiedenen Truppenteilen und Staaten. 1749 erhielt er in Marbach das Wundarzt-Examen und trat 1753 als Soldat in die Dienste des Herzogs Carl Eugen. Seit 1759 Leutnant, wurde er 1767 Hauptmann in Ludwigsburg, 1794 schließlich Obristwachtmeister.
Neben seinem Soldatenberuf erarbeitete Schiller in Ludwigsburg zahlreiche Verbesserungsvorschläge für die Landwirtschaft. Aufgrund seiner Interessen wurde er 1775 Leiter der herzoglichen Hofgärten auf dem nachmals, von 1858 bis 31. März 1942, zu Gerlingen und seither zu Stuttgart gehörenden Schloss Solitude.
Zudem leitete er die Forstbaumschulen des Landes. Seine Baumschule am Schloss Solitude galt im ausgehenden 18. Jahrhundert als die größte Baumschule Süddeutschlands. Von dort aus wurde auf Schillers Betreiben der Obstanbau im gesamten Herzogtum Württemberg entschieden gefördert. Viele bis heute existierenden Streuobstbestände sowohl in Gerlingen als auch im sonstigen mittleren Neckarraum gehen auf die Aktivitäten Schillers zurück. Sein umfassendes Werk Die Baumzucht im Großen galt bis weit ins 20. Jahrhundert als wichtiges Standardwerk im Obstbau. Heute gilt Schiller als Pionier der damals modernen Landwirtschaft. Zum Zeitpunkt seines Todes war Schiller Inspekteur sämtlicher herzoglicher Gärten und Baumschulen.
Schiller heiratete am Montag, den 22. September 1749 in Marbach Elisabetha Dorothea Kodweiß (1732–1802), Tochter des Gastwirts und Bäckers Kodweiß, mit der er sechs Kinder hatte, darunter sein einziger Sohn Friedrich Schiller (1759–1805), der herausragende Bedeutung für die deutsche Literatur erlangte, und die bekannte älteste Tochter Elisabeth Christophine Friederike (1757–1847), die mit Meininger Bibliothekar und späteren Hofrat Wilhelm Friedrich Hermann Reinwald (1737–1815) verheiratet war. Später wurden der Familie noch vier weitere Töchter geboren: Louise Dorothea Catharina Schiller (1766–1836), die mit Pastor Johann Gottlieb Franckh (1760–1834) verheiratet war, Marie Charlotte Schiller (1768–1774), Beate Friederike Schiller (1773) und Caroline Christiane Schiller (1777–1796), die in der Familie genannt wurde «Nanett».
Sein Grab sowie dasjenige seiner ebenfalls 1796 – schon im Alter von 19 Jahren verstorbenen – Tochter Karoline Christiane (genannt Nanette) an der Gerlinger Petruskirche, das zeitweilig in Vergessenheit geraten war und erst im Sommer 1900 wiederentdeckt wurde, ist bis heute erhalten. In Gerlingen existiert in der Kirchstraße auch ein Denkmal für die gesamte Familie Schiller.

## Schriften
- Betrachtungen über landwirthschaftliche Dinge in dem Herzogthum Würtemberg (= Oekonomische Beyträge zur Beförderung des bürgerlichen Wohlstandes. Bd. 1). Cotta, Stuttgart.
  - 1: Vom Ackerbau. 1767.
  - 2: Vom Weinbau. 1767.
    - Vom Weinbau (= Weingeschichte. Bd. 1). Mit einem Nachwort neu herausgegeben von Isolde Döbele-Carlesso. Carlesso, Brackenheim 2006, ISBN 3-939333-02-6.

  - 3: Von der Viehezucht. 1767.
  - 4: Von der Baumzucht. 1768.
  - 5: Von ländlichen Gewerben. 1768.
- Die Baumzucht im Großen aus Zwanzigjährigen Erfahrungen im Kleinen in Rücksicht auf ihre Behandlung, Kosten, Nutzen und Ertrag beurtheilt. Hofbuchhandlung, Neustrelitz 1795.
  - Ulmer, Stuttgart 1993, ISBN 3-8001-6514-7.
  - Originalhandschrift im Besitz der Württembergischen Landesbibliothek Stuttgart: Cod.cam.et.oec.qt./oct.10 (Digitalisat).